# 1re étape du Tour d'Italie 2012

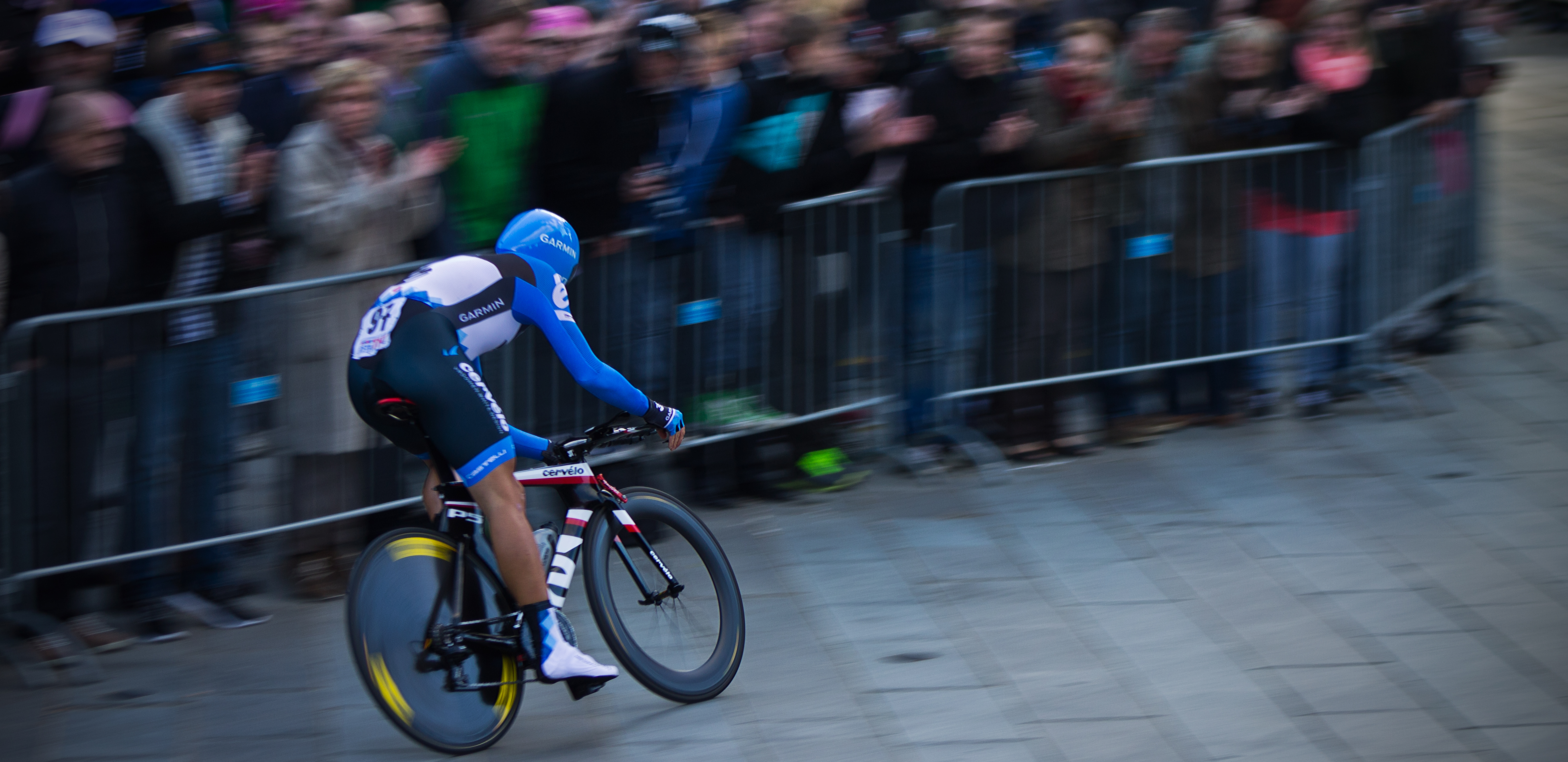
Alex Rasmussen lors de l'épreuve.

La 1re étape du Tour d'Italie 2012 s'est déroulée le samedi 5 mai 2012, à Herning au Danemark sous la forme d'un contre-la-montre individuel d'une distance de 8,7 km.

## Classement de l'étape
|    | Coureur              | Pays        | Équipe            |    | Temps       |
| -- | -------------------- | ----------- | ----------------- | -- | ----------- |
| 1  | Taylor Phinney       | États-Unis  | BMC Racing        | en | 10 min 26 s |
| 2  | Geraint Thomas       | Royaume-Uni | Sky               | +  | 9 s         |
| 3  | Alex Rasmussen       | Danemark    | Garmin-Barracuda  |    | 13 s        |
| 4  | Manuele Boaro        | Italie      | Saxo Bank         |    | 15 s        |
| 5  | Gustav Larsson       | Suède       | Vacansoleil-DCM   |    | 22 s        |
| 6  | Ramūnas Navardauskas | Lituanie    | Garmin-Barracuda  |    | 22 s        |
| 7  | Brett Lancaster      | Australie   | Orica-GreenEDGE   |    | 23 s        |
| 8  | Marco Pinotti        | Italie      | BMC Racing        |    | 24 s        |
| 9  | Jesse Sergent        | Australie   | RadioShack-Nissan |    | 26 s        |
| 10 | Nélson Oliveira      | Portugal    | RadioShack-Nissan |    | 27 s        |

## Classement général
|    | Coureur              | Pays        | Équipe            |    | Temps       |
| -- | -------------------- | ----------- | ----------------- | -- | ----------- |
| 1  | Taylor Phinney       | États-Unis  | BMC Racing        | en | 10 min 26 s |
| 2  | Geraint Thomas       | Royaume-Uni | Sky               | +  | 9 s         |
| 3  | Alex Rasmussen       | Danemark    | Garmin-Barracuda  |    | 13 s        |
| 4  | Manuele Boaro        | Italie      | Saxo Bank         |    | 15 s        |
| 5  | Gustav Larsson       | Suède       | Vacansoleil-DCM   |    | 22 s        |
| 6  | Ramūnas Navardauskas | Lituanie    | Garmin-Barracuda  |    | 22 s        |
| 7  | Brett Lancaster      | Australie   | Orica-GreenEDGE   |    | 23 s        |
| 8  | Marco Pinotti        | Italie      | BMC Racing        |    | 24 s        |
| 9  | Jesse Sergent        | Australie   | RadioShack-Nissan |    | 26 s        |
| 10 | Nélson Oliveira      | Portugal    | RadioShack-Nissan |    | 27 s        |

## Classements annexes

### Classement par points
|   | Cycliste       | Pays        | Équipe           | Points |
| - | -------------- | ----------- | ---------------- | ------ |
| 1 | Taylor Phinney | États-Unis  | BMC Racing       | 25     |
| 2 | Geraint Thomas | Royaume-Uni | Sky              | 20     |
| 3 | Alex Rasmussen | Danemark    | Garmin-Barracuda | 16     |

### Classement du meilleur grimpeur
Non décerné

### Classement du meilleur jeune
|   | Cycliste             | Pays       | Équipe           |    | Temps       |
| - | -------------------- | ---------- | ---------------- | -- | ----------- |
| 1 | Taylor Phinney       | États-Unis | BMC Racing       | en | 10 min 26 s |
| 2 | Manuele Boaro        | Italie     | Saxo Bank        | +  | 15 s        |
| 3 | Ramūnas Navardauskas | Lituanie   | Garmin-Barracuda |    | 22 s        |

### Classement par équipes

#### Classement au temps
|   | Équipe           | Pays       |    | Temps       |
| - | ---------------- | ---------- | -- | ----------- |
| 1 | Garmin-Barracuda | États-Unis | en | 32 min 21 s |
| 2 | BMC Racing       | États-Unis | +  | 0 s         |
| 3 | Orica-GreenEDGE  | Australie  |    | 20 s        |

#### Classement aux points
|   | Équipe           | Pays       | Points |
| - | ---------------- | ---------- | ------ |
| 1 | Garmin-Barracuda | États-Unis | 52     |
| 2 | BMC Racing       | États-Unis | 33     |
| 3 | Orica-GreenEDGE  | Australie  | 24     |